# Hổ Ba Tư

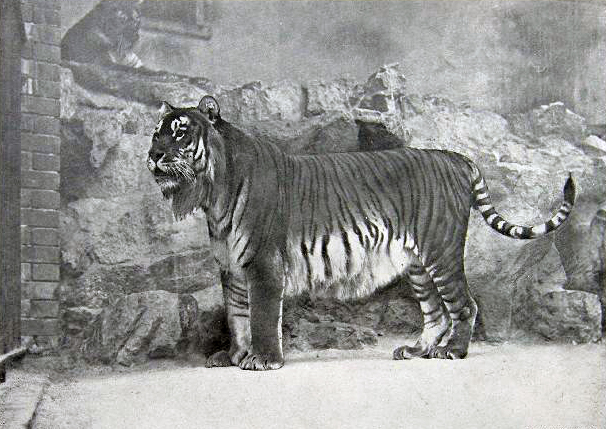
một con hổ Caspi nuôi nhốt, sở thú Berlin 1899

Hổ Ba Tư hay còn gọi là hổ Caspi là một quần thể của phân loài Panthera tigris tigris, có nguồn gốc từ miền Đông Thổ Nhĩ Kỳ, miền bắc Iran, Lưỡng Hà, Caucasus quanh biển Caspi qua Trung Á đến miền bắc Afghanistan và Tân Cương ở miền tây Trung Quốc. Nó sinh sống trong các khu vừng thưa thớt và ven sông trong khu vực này cho đến những năm 1970. Quần thể này được đánh giá đã là tuyệt chủng vào năm 2003.
Felis virgata là tên khoa học do Johann Karl Wilhelm Iliger đề xuất vào năm 1815 cho loài hổ gần khu vực biển Caspi. Theo truyền thống, nó được công nhận là một loài riêng biệt, Panthera tigris virgata. Tuy nhiên kết quả phân tích địa lý thực vật chỉ ra rằng quần thể hổ Caspi và hổ Siberia có chung một phân bố địa lý liên tực cho đến đầu thế kỷ 19. Một số cá thể hổ Caspi có kích thước trung bình giữa hổ Siberia và hổ Bengal. Hổ Caspi còn được gọi là hổ Balkhash, hổ Hyrcanian, hổ Turanian, và Babre Mazandaran (tiếng Ba Tư:lil), tuỳ thuộc vào khu vực xuất hiện của nó.

## Phân loại
Felis virgata là tên khoa học được Illiger sử dụng vào năm 1815 khi ông mô tả loài hổ hơi xám ở khu vực biển caspi và Ba Tư. Năm 1929, Reginald Innes Pocock xếp hổ vào chi Panthera. Trong vài thập kỷ, loài hổ Caspi được coi là một loài hổ khác biệt subspecies. Năm 1999, tính hợp lệ của một số phân loài hổ đã được đặt ra. Hầu hết các phân loài giả định được mô tả trong thế kỷ 19 và 20 được phân biệt trên. Cơ sở của chiều dài và màu sắc lông, các kiểu sọc và kích thước cơ thể, do đó các đặc điểm khác nhau trong quần thể. Về mặt hình thái, hổ từ các vùng khác nhau rất ít thay đổi, và các dòng gen giữa các quần thể ở đó được coi là có thể xảy ra trong kỷ Pleistocen. Do đó, đề xuất chỉ công nhận hai phân loài hổ là hợp lệ, đó là P.t.tigris ở lục địa Á vad P.t. sondaica ở quần đảo Sunda và có thể ở Sundaland.
Vào đầu thế kỷ 21, các nghiên cứu di truyền đã được thực hiện bằng cách sử dụng 20 mẫu xương và mô hổ từ các bộ sưu tập trong bảo tàng và giải trình tự ở 1 đoạn của năm gen ty thể. Kết quả cho thấy có một lượng nhỏ sự biến đổi trong DNA ty thể ở hổ Caspi; và hổ Caspian và hổ Siberia rất giống nhau, cho thấy hổ Siberia là họ hàng gần nhất về mặt di truyền của hổ Caspi. Phân tích địa lý thực vật chỉ ra rằng điểm chung hơn 10.000 năm về trước, và sau đó di chuyển về phía đông để thành lập quần thể hổ Siberia ở Viễn Đông Nga. Các loài hổ Caspi và hổ Siberia có thể là một quần thể liền kề duy nhất cho đến đầu thế kỷ 19, nhưng đã bị cô lập với những loài khác do sự phân mảnh và mất môi trường sống trong cách mạng công nghiệp.
Năm 2015, morphologica, ecologica và melar tas o al putaie ige sbpeies wer anylye in acombn pra. esu spor tistcto th wovoltionry nhóm continal và hổ Sunda. Các tác giả đề xuất công nhận chỉ 2 loài phụ đó là P.t.t bao gồm các dân số Bengal, Malayan, Đông Dương, Nam Trung Quốc, Siberia, và Caspi, và P.t. sondaica bao gồm các quần thể hổ Java, Bal và Sumatra. Năm 2017, nhóm chuyên gia về mèo đã cải tiến phương pháp phân loại felid và hiện tại là eogie the tige poulain incntna sa t.tigis. tuy nhiên, các đặc vụ tuy bị trừng phạt vào năm 2018 đã đưa 6 bầy đơn ngành, với hổ Amur và hổ Caspian khác biệt với các quần thể Châu Á lục địa khác, chúng ủng hộ loài côn trùng truyền thống với 6 loài phụ sinh sống.

## Đặc điểm

### Bộ lông

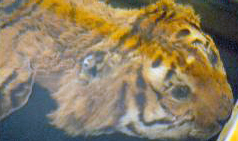
Ảnh chụp da của hổ Caspian

Các bức ảnh chụp da của hổ Caspian và Amur cho thấy màu nền chúng của lông hổ Caspi đa dạng và nhìn chung sáng hơn và đồng đều hơn so với màu lông của hổ Siberia. Các vằn hẹp hơn, đầy đủ hơn và thiết lập chặt chẽ hơn so với những con hổ từ Mãn Châu. Màu sắc của các sọc của nó có sự pha trộn của các sắc thái nâu hoặc quế. các hoa văn màu đen tuyền luôn luôn được tìm thấy trên đâù, cổ, giữa lưng và ở đầu đuôi. Các mẫu ở gốc đuôi kém phát triển hơn so với các mẫu ở vùng viễn đông. Sự tương phản giữa áo khoác mùa hè và mùa đông là rất rõ ràng, mặc dù không ở mức độ tương tự như ở các dân số Viễn Đông. Áo khoác mùa đông nhạt màu hơn, ít hoa văn hơn. Bộ lông mùa hè có mật độ và độ dài lông tương tự như lông của hổ Bengal, mặc dù các sọc của chúng thường hẹp hơn, dài hơn và gần nhau hơn. Nó có bộ lông dày nhất trong số các loài hổ, có thể do nó xuất hiện ở các vùng ôn đới của Âu-Á

### Kích thước

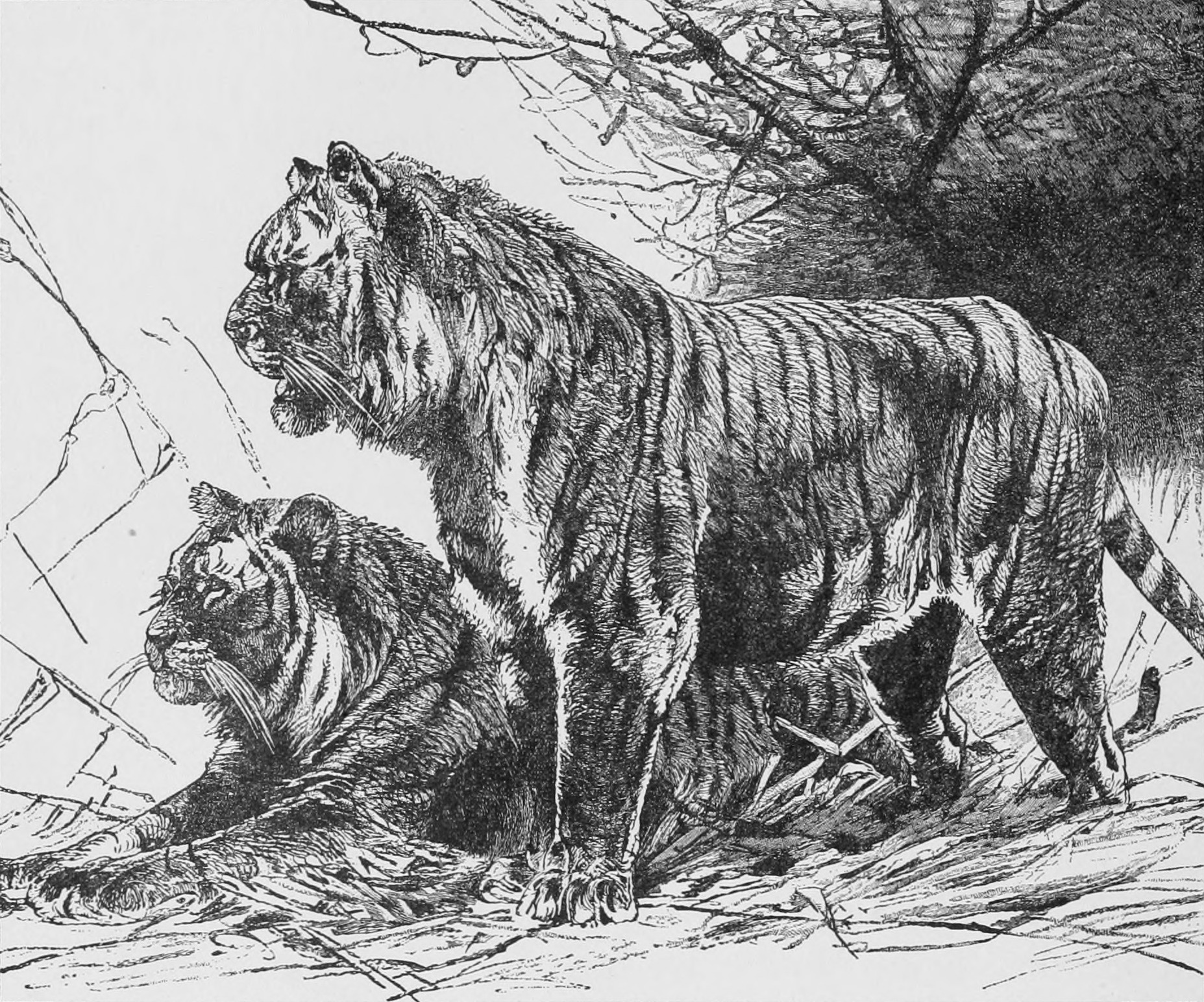
Sự tàn phá của 2 con hổ Caspi

Hổ Caspi được xếp hạng trong số những loài mèo lớn nhất từng tồn tại. Con đực có chiều dài cơ thể 270–295 cm (106–116 in) và nặng 170–240 kg (370–530 lb); con cái có số đo từ 240–260 cm (94–102 in) từ đầu đến thân và nặng 85–135 kg (187–298 lb). Chiều dài hộp sọ tối đa ở nam là 297–365,8 mm (11,69–14,40 in), trong khi của nữ là 195,7–255,5 mm (7,70–10,06 in). Chẩm của nó rộng hơn của hổ Bengal. Một số cá thể đạt được kích thước đặc biệt. Năm 1954, một con hổ đã bị giết gần sông S thắt lưng ở Kopet-Dag với bộ da nhồi bông được trưng bày trong bảo tàng ở Ashgabat. Chiều dài từ đầu đến thân của nó là 2,25 m (7,4 ft). Hộp sọ của nó có chiều dài đáy khoảng 305 mm (12,0 in) và chiều rộng zygomatic là 205 mm (8,1 in). Chiều dài hộp sọ của nó là 385 mm (15,2 in), do đó nhiều hơn mức tối đa đã biết là 365,8 mm (14,40 in) đối với quần thể này và vượt quá chiều dài hộp sọ của hầu hết các loài hổ Siberia một chút.
Tại Prisodasnske, một con hổ đã bị giết vào tháng 2 năm 1899. Các phép đo sau khi lột da cho thấy chiều dài cơ thể 270 cm (8,9 ft) giữa các chốt, cộng với đuôi dài 90 cm (3,0 ft), tổng chiều dài của nó là khoảng 360 cm (11,8 ft).Các phép đo giữa các chốt lên đến 2,95 m (9,7 ft) đã được biết đến. [3] Theo Satunin, nó là "một con hổ với tỷ lệ to lớn" và "không nhỏ hơn con ngựa Tuzemna thông thường." Nó có bộ lông khá dài. [8] Kích thước và hình dạng hộp sọ của hổ Caspi trùng lặp đáng kể và gần như không thể phân biệt được với các mẫu hổ khác ở lục địa Châu Á.